# Parco nazionale del Tarangire
Il parco nazionale del Tarangire (in inglese Tarangire National Park) è un'area naturale protetta della Tanzania settentrionale. Si trova un centinaio di chilometri ad ovest di Arusha, sulla strada che conduce a Dodoma, a sudest del lago Manyara. Prende il nome dal fiume Tarangire, che lo attraversa.

## Habitat
Rispetto a parchi come quello del Serengeti, il paesaggio è più verdeggiante; attorno al fiume si trovano estese paludi e pianure alluvionali, ma anche boschi.

## Fauna
Soprattutto durante la stagione secca, il parco ospita numerosi animali: zebre, gnu, alcelafi, kudu minori, dik-dik, numerose specie di gazzelle, bufali, giraffe, elefanti,cane selvatico,Ippopotamo,Iena,elandhartebeest, felini quali ghepardi e leoni.

## Flora
Una delle specie arboree più caratteristiche è l'acacia ad ombrello (Acacia tortilis).
È il parco tanzaniano con la maggior concentrazione di baobab.

## Strutture ricettive
Le strutture ricettive del parco includono campi tendati, campeggi pubblici e lodge.